# Gletsjere i Norge
Dette er en liste over de største Gletsjere i Norge. Totalt har Norge omkring 2.500 isbræer. Omkring halvdelen af disse ligger i Nord-Norge, men 56 % af det totale isbræareal ligger syd for Trøndelag. 0,7 % af Norge er dækket af gletsjere.
På Svalbard ligger 18 isbræer som alle er større end dem i i Norge, deriblandt den største isbræ i Europa, Austfonna på Nordaustlandet. Disse bræer er ikke med på listen.